# Gerard J. Besler
Gerard Jan Besler (ur. 1932, zm. 4 lipca 2022) – polski inżynier  budownictwa sanitarnego. Ukończył w 1956 Politechnikę Warszawską. Od 1989 profesor na Wydziale Inżynierii Sanitarnej (od 1990 r. Wydziale Inżynierii Środowiska) Politechniki Wrocławskiej. Pochowany został 11 lipca 2022 na Cmentarzu Świętej Rodziny we Wrocławiu